# Grindhouse (2007)
Grindhouse is een Amerikaanse film uit 2007 onder regie van Robert Rodriguez en Quentin Tarantino. De film is opgesplitst in twee losstaande verhalen; Death Proof en Planet Terror. Tarantino regisseerde Death Proof, en Rodriguez Planet Terror. Tussen de twee films door zijn er nep-trailers te zien. De film is een ode aan de grindhouses: bioscopen die vooral exploitatiefilms draaiden en vooral tussen de jaren 60 en 80 populair waren in de Verenigde Staten.
Planet Terror draait om een groep rebelse buitenbeentjes die een invasie van moordende zombies proberen te overleven, terwijl Tarantino's Death Proof gaat over een psychopathische stuntman die jonge vrouwen vermoordt met zijn stuntwagen. Daarnaast zijn er vijf fictieve trailers gemaakt door verscheidene bekende regisseurs. Van twee van deze trailers zijn later echte films gemaakt: Machete en Hobo with a Shotgun.
Het aantal verkochte bioscoopkaarten in de Verenigde Staten lag onder het gehoopte aantal. Om dit te voorkomen, werd de film in Nederland en België opgesplitst. Op 7 juni kwam Death Proof in Nederland en België uit, Planet Terror volgde in september.

## Geschiedenis
Robert Rodriguez en Quentin Tarantino kwamen op het idee een double feature te maken onder het grindhouse-genre, toen Tarantino een aantal films van dit genre uitzond in zijn huis. Tijdens deze marathon in 2003 ontdekten Rodriguez en Tarantino dat ze allebei posters hadden van de films Dragstrip Girl (1957) en Rock All Night (1957). Rodriguez kwam toen op het idee een double feature te maken waarvan hij het ene deel zou regisseren en Tarantino het andere.
De titel verwijst naar de grindhouse, een bioscoop die met name exploitatiefilms draaide. Deze films vielen onder verschillende genres, waaronder de kungfufilm, horrorfilm, Giallo, sexploitation, films met auto-achtervolgingen, blaxploitation en spaghettiwestern. De films werden allemaal uitgebracht in de jaren 70. Volgens Rodriguez waren de posters een stuk mooier dan de films zelf, maar is de film ook gebaseerd op de gedachte die men krijgt bij het zien van zo'n poster.
Rodriguez kwam met het idee voor Planet Terror tijdens het maken van The Faculty. "Ik kan me herinneren dat ik Elijah Wood en Josh Hartnett vertelde dat films met zombies erin tegenwoordig niet meer bestaan, maar dat ik daarbij ook zei dat ik ze terug wilde halen." Daarna schreef Rodriguez een scenario van een film met zombies van 30 pagina's, waarin Wood en Hartnett zouden spelen. Rodriguez en de acteurs werden allen enthousiast, maar Rodriguez liet het idee varen toen hij verder begon te werken aan andere films.
Terwijl Planet Terror zich vormde, kwam Tarantino op het idee van Death Proof. Die kreeg hij door zijn fascinatie voor stuntmannen en hun verzekering voor de death proof van hun wagens. Stuntmannen hadden de mogelijkheid met een enorme snelheid tegen muren te rijden en dit te overleven. Tarantino wist zeker dat hij geen standaard slasherfilm wilde maken en zei dan ook: "Er is geen andere film zo onbuigzaam als slasherfilms, met uitzondering op vrouwengevangenisfilms. Maar wanneer je dit breekt, heb je eigenlijk geen slasherfilm meer".
Toen Tarantino het verhaal aan Rodriguez vertelde, kwam niet Tarantino, maar Rodriguez met de titel Death Proof. Naast de titel had Rodriguez echter geen verdere medewerking aan dat deel van de film. Tarantino besloot ook onmiddellijk echte achtervolgingen te doen en geen gebruik te maken van digitale animatie. Volgens Tarantino zou het anders niet indrukwekkend zijn.
De films zijn geëmancipeerder dan deze op het eerste gezicht lijken. De vrouwen, ook degenen die sterven of in een moeilijke positie verkeren, zijn allemaal sterke vrouwen die goed voor zichzelf opkomen en een sterk gevoel van eigenwaarde hebben.
In Amerika kwamen beide delen tegelijk uit, en ze werden na elkaar vertoond. Sommige bioscoopbezoekers verlieten echter uit onwetendheid de zaal na het eerste deel. Het succes was niet zo groot, na 5 weken verdween de film uit de meeste zalen. In Europa werden beide delen apart uitgebracht, aangevuld met extra scènes, zodat ze een half uur langer duren dan de originele versies.

## Planet Terror

### Verhaal
De film opent met een scène waarin Cherry Darling paaldanst. Ze is een gogo-danseres maar wil niks liever dan een andere baan. Ze besluit haar baan op te zeggen. Onderweg naar huis wordt ze bijna aangereden. Hierdoor besluit ze bij een restaurant te rusten. Daar komt ze haar ex-vriend El Wray tegen. Terwijl hij haar aanspreekt, wordt de rust verstoord door een groep militairen, onder leiding van Lt. Muldoon.
Ze komen erachter dat een dodelijke ziekte zich gauw verspreidt door de stad. Als je wordt geïnfecteerd, verander je in een vreemd monster dat lijkt op een zombie. Lt. Muldoon ontvoert Abby, een moordenaar die de ballen afhakt van zijn slachtoffer. Muldoon gelooft namelijk dat de psychopaat meer informatie heeft over de ziekte. 
Ondertussen is Dr. William Block er toe gedwongen alle slachtoffers te behandelen. Als Cherry haar been verliest door een monster, brengt El Wray haar dan ook naar deze dokter. Block is er zelf achter gekomen dat zijn vrouw, tevens zijn assistente, lesbisch is en een affaire heeft met Tammy, een vrouw die eerder al werd vermoord door de zombies. Block probeert uit woede Dakota te vermoorden, maar weet slechts haar hand te verwonden met Dakota's eigen injectienaalden voordat hij terug moet gaan naar de geïnfecteerden. 
El vervangt Cherry's been door een tafelpoot, en vlucht met haar naar het restaurant waar ze eerder die avond waren. Ondertussen gaat Dakota naar huis om haar zoon op te halen en raakt Block zelf ook geïnfecteerd.
Dakota weet net op tijd haar zoon te redden van de zombies en neemt hem mee naar Earl McGraw, haar vader. Als haar zoon zichzelf per ongeluk dood schiet met een pistool, vlucht Dakota met zijn babysitters en haar vader naar het restaurant. De groep ziet in dat als ze daar blijven, ze het niet zullen overleven en vluchten naar de grens van Mexico. Als ze worden overmeesterd door de zombies, komt Muldoon te hulp. Maar vervolgens ontvoert hij hen. Abby, die al eerder gevangen werd genomen, vertelt de groep dat Muldoon iedereen uit het gebied wil liquideren om op die manier de dodelijke ziekte tegen te gaan. Terwijl Cherry en Dakota worden meegenomen door twee verkrachters, overmeestert de rest van de groep de bewakers en ze gaan vervolgens op zoek naar Muldoon.
Uiteindelijk vinden ze Muldoon en vermoorden ze hem, nadat hij heeft toegegeven Osama bin Laden te hebben vermoord. Als ze Cherry en Dakota vinden, vervangt El Cherry's been dit keer door een M4/M203. Dit gebruikt ze vervolgens om de rest van de bemanning van Muldoon te vermoorden. El sterft als hij Cherry redt van een zombie. 
De groep verhuist uiteindelijk naar Mexico waar ze een nieuw leven beginnen en Cherry een kind krijgt van El Wray.

### Rolverdeling
| Acteur                   | Personage           |
| ------------------------ | ------------------- |
| Rose McGowan             | Cherry Darling      |
| Freddy Rodriguez         | El Wray             |
| Marley Shelton           | Dr. Dakota Block    |
| Josh Brolin              | Dr. William Block   |
| Jeff Fahey               | J.T. Hague          |
| Michael Biehn            | Sheriff Hague       |
| Bruce Willis             | Lt. Muldoon         |
| Naveen Andrews           | Abby                |
| Michael Parks            | Sheriff Earl McGraw |
| Stacy Ferguson           | Tammy               |
| Quentin Tarantino        | Verkrachter #1      |
| Tom Savini               | Hulpsheriff Tolo    |
| Carlos Gallardo          | Hulpsheriff Carlos  |
| Nicky Katt               | Joe                 |
| Electra en Elise Avellán | Babysitters         |
| Hung Nguyen              | Dr. Crane           |
| Jerili Romeo             | Ramona McGraw       |

## Death Proof

### Verhaal
De vriendinnen Arlene, Shanna en Jungle Julia Lucai dwalen rond in Austin terwijl ze de verjaardag van Jungle Julia vieren, niet wetend dat ze gevolgd worden door een psychopaat. Jungle Julia, die tevens een diskjockey is, onthult dat ze een grap heeft uitgehaald: degene die Arlene "Butterfly" noemt, een drankje voor haar koopt en haar het gedicht Stopping by Woods on a Snowy Evening (van Robert Frost) voorleest, zal een gratis lapdance krijgen.
Pam, een jeugdrivale van Jungle Julia, is ook in de bar aanwezig en wordt verleid door een stuntman met de naam Stuntman Mike met een enorm litteken op zijn gezicht. Hij biedt haar een lift aan in zijn '70 Chevrolet Nova. In de auto komt Pam erachter dat Mike een seriemoordenaar is die ervan houdt onschuldige vrouwen op de weg te vermoorden met zijn stunts. Nadat hij Pam gruwelijk vermoordt, rijdt Stuntman Mike ook in op de auto van de drie vriendinnen, die overigens worden vergezeld door Lanna Frank. Al de vrouwen sterven een gruwelijke dood en Mike eindigt in het ziekenhuis. Hetzelfde ziekenhuis waar zich later de film Planet Terror zal afspelen. Hier krijgt hij bezoek van de Sheriff (dezelfde als uit Planet Terror) die besluit dat een beschuldiging van moord nooit bewezen zal worden en Mike daarom vrijuit laat gaan. De Sheriff heeft geen zin om aan een kansloze zaak te gaan werken.
Veertien maanden later is Stuntman Mike in Tennessee, waar hij de vriendinnen Lee, Abernathy, Kim en Zoë opmerkt. De vriendinnen proberen allemaal door te breken in Hollywood. Terwijl ze een Dodge Challenger die te koop staat (exact hetzelfde model als in de film Vanishing Point) gaan uittesten, terwijl Lee achterblijft, stelt stuntvrouw Zoë voor een gevaarlijk spel te spelen, waarin op de motorkap van de auto gaat liggen, terwijl de auto op volle snelheid rijdt. Ze houdt zich daarbij vast aan twee broekriemen die aan de deuren bevestigd zijn.
Stuntman Mike slaat toe als ze dit spel uittesten. Hij rijdt achter hun auto aan en ramt hen een aantal maal op volle snelheid waardoor Zoë grip op de riemen verliest. Wat volgt is een achtervolging met Zoë op de motorkap die onder de auto dreigt te vallen. Uiteindelijk krijgen de vrouwen een ongeluk. Mike staat erbij te lachen, maar wordt onverwacht door Kim beschoten en raakt gewond. Mike gaat ervandoor maar de drie vrouwen besluiten het er niet bij te laten zitten en gaan achter hem aan.
Terwijl Stuntman Mike op een stil plekje parkeert verandert zijn houding helemaal. Eerst was hij nog een sadist vol zelfvertrouwen en nu lijkt hij wel een jammerend kind met zelfmedelijden. Hij wordt opeens door Zoë aangevallen. Hierna volgt een nieuwe achtervolging waarin Mike de meiden zonder succes van zich af probeert te schudden en hij ze zelfs smeekt om hem met rust te laten. Hij verliest de controle over de auto en slaat over de kop. De vrouwen trekken hem uit de auto en slaan hem vervolgens in elkaar. Als laatste aanval schopt Abernathy haar hoge hak door zijn oog waarna hij vermoedelijk sterft.

### Rolverdeling
| Acteur                   | Personage                 |
| ------------------------ | ------------------------- |
| Kurt Russell             | Stuntman Mike             |
| Zoë Bell                 | Zoe                       |
| Rosario Dawson           | Abernathy                 |
| Tracie Thoms             | Kim                       |
| Jordan Ladd              | Shanna                    |
| Rose McGowan             | Pam                       |
| Vanessa Ferlito          | Arlene (Butterfly)        |
| Sydney Tamiia Poitier    | Jungle Julia Lucai        |
| Mary Elizabeth Winstead  | Lee Montgomery            |
| Eli Roth                 | Dov                       |
| Michael Bacall           | Omar                      |
| Omar Doom                | Nate                      |
| Quentin Tarantino        | Warren                    |
| Monica Staggs            | Lanna Frank               |
| Michael Parks            | Sheriff Earl McGraw       |
| James Parks              | Hulpsheriff Edgar McGraw  |
| Marley Shelton           | Dr. Dakota Block - McGraw |
| Electra en Elise Avellán | Babysitters               |

Een aantal personages uit Planet Terror speelt ook een bijrol in Death Proof.

## Neptrailers
Tarantino en Rodriguez nodigden bevriende regisseurs uit om neptrailers te maken, die in de Amerikaanse versie van Grindhouse tussen de twee films werden vertoond. Dit leverde vijf trailers op van niet bestaande films. Deze geven een beeld van films met overdreven slechte kwaliteit en een beperkte verhaallijn, precies zoals dit in het beeld van het Grindhousegenre past. 

### Machete
Rodriguez schreef Machete in 1993 voor acteur Danny Trejo. Hij kwam er echter nooit aan toe. Hij maakte er nu een trailer van, waar Trejo in te zien is. De trailer gaat over Machete, een Mexicaan die als huurmoordenaar werkt en die verraden wordt door de mensen die hem hebben ingehuurd. Hierna neemt hij wraak. Als je Machete inhuurt om de slechterik te doden dan moet je wel zeker weten dat je niet zelf de slechterik bent. De (fake)trailer heeft in 2010 een vervolg gekregen met de speelfilm Machete.
| Acteur       | Personage                 |
| ------------ | ------------------------- |
| Danny Trejo  | Machete                   |
| Jeff Fahey   | De Goed Geklede Man       |
| Cheech Marin | Priester Benicio Del Toro |

### Werewolf Women of the SS
In de trailer, die werd geregisseerd door Rob Zombie, zien we Nicolas Cage als Fu Manchu. De trailer toont een mengeling van nazi's en Chinese mensen.
| Acteur          | Personage                 |
| --------------- | ------------------------- |
| Nicolas Cage    | Fu Manchu                 |
| Udo Kier        | Commandant Franz Hess     |
| Sheri Moon      | Eva Krupp                 |
| Tom Towles      | Lt. Boorman               |
| Sybil Danning   | Gretchen Krupp            |
| Bill Moseley    | Dr. Heinrich von Strasser |
| Andrew Martin   | Nazi bokser               |
| Vladimir Kozlov | Nazi bokser               |

### Don't
Don't, de trailer die werd geregisseerd door Edgar Wright, is een ode aan De Britse Hammer Horror uit de jaren 70. Om een jaren 70-sfeer over te brengen, maakte Wright gebruik van vintage-lenzen. De trailer gaat over een groep mensen die een vervloekt huis ingaan en hier de schrik van hun leven krijgen. Geen van de acteurs in de trailer heeft een dialoog. Dit is met opzet gedaan.
| Acteur            | Personage             |
| ----------------- | --------------------- |
| Jason Isaacs      | Man met baard         |
| Matthew Macfadyen | Slachtoffer van bijl  |
| Katie Melua       | Slachtoffer van bijl  |
| Emily Booth       |                       |
| Stuart Wilson     | Oude man              |
| Lucy Punch        | Rennende blonde vrouw |
| Simon Pegg        | Kannibaal             |
| Nick Frost        | Man die de baby's eet |

### Thanksgiving
Eli Roth regisseerde de trailer Thanksgiving. Deze trailer is een ode aan het slashergenre. Roth zegt het verhaal al als kind te hebben verzonnen, toen hij een fan was van slasherfilms die rond thanksgiving werden uitgezonden. In de trailer zien we dat de ene na de andere persoon op bloedige wijze wordt vermoord, vaak op het moment dat ze net op het punt staan seks te hebben. Verder wordt een groep mensen gedwongen aan een feestmaal mee te doen waar een gebraden vrouw wordt opgediend. Kortom veel bloot en veel bloed.
| Acteur          | Personage                   |
| --------------- | --------------------------- |
| Michael Biehn   | Sheriff                     |
| Vendula Kristek | Cheerleader                 |
| Petr Vancura    | Vriendje van de cheerleader |
| Jordan Ladd     | Judy                        |
| Eli Roth        | Tucker                      |
| Jay Hernandez   | Bobby                       |

### Hobo With a Shotgun
Hobo With a Shotgun is een fake trailer die niet bij alle vertoningen van de film werd gedraaid. Het is een trailer van een vigilantefilm zoals die in de jaren tachtig in zwang was. Deze gaat over een vagebond die de criminaliteit in de stad niet meer kan aanzien en het heft in eigen hand neemt. Met een jachtgeweer vermoordt hij criminelen, corrupte politieagenten en zelfs een pedofiele kerstman. Ook deze trailer heeft een vervolg gekregen. In 2011 kwam de bioscoopfilm Hobo with a Shotgun met Rutger Hauer in de hoofdrol in de bioscoop.
| Acteur       | Personage  |
| ------------ | ---------- |
| David Brunt  | De zwerver |
| Mike Jackson | De pooier  |

## Productie

### Regie
Volgens Marley Shelton was Tarantino veel op de set van Planet Terror. Hier gaf hij advies aan de acteurs en veranderde de regisseur hier en daar kleine dingen. Hierbij duidde Shelton wel aan dat Tarantino altijd naar Rodriguez luisterde. Bij Death Proof was dit hetzelfde geval.
Tarantino vertelde dat hij Grindhouse nooit had kunnen maken zonder een andere regisseur dan Rodriguez: "We hebben elkaars films niet compleet gezien tot drie weken voordat de film werd uitgebracht. Ik vertrouw(de) Rodriguez volledig en heb geloof in hem."

### Rolverdeling
Veel van de acteurs hadden eerder samengewerkt met een van de regisseurs, voordat ze een rol kregen in Grindhouse. Marley Shelton deed ooit auditie voor The Faculty en was te zien in de openingsscène van Sin City. Bruce Willis was te zien in Tarantino's Pulp Fiction en in Rodriguez' Sin City. Verder had hij ook een cameo in Tarantino's Four Rooms. Echter, in Tarantino's deel was Willis niet te zien. Rosario Dawson was eerder te zien in Rodriguez' Sin City, maar was alleen te zien in Tarantino's Death Proof. Michael Parks kwam terug voor Grindhouse met zijn vertolking van Earl McGraw. Eerder speelde hij dit personage ook in Rodriguez' From Dusk Till Dawn. James Parks, zijn zoon, speelt ook in Death Proof. Hij had ook een rol in From Dusk Till Dawn 2: Texas Blood Money. De twee personages waren voor het eerst samen te zien in Tarantino's Kill Bill.
Tarantino probeerde eerder Kal Penn, Sylvester Stallone en Mickey Rourke te selecteren voor Death Proof. Penn en Stallone konden echter niet meewerken aan de film vanwege hun verplichtingen aan andere films. Tarantino besloot uiteindelijk Kurt Russell te kiezen, omdat, volgens Tarantino, Russell een ware held was uit zijn tijd.
Zoë Bell die de opvallendste stuntvrouw in Death Proof speelt was eerder stuntdubbel voor Uma Thurman in Kill Bill. Tijdens een van de scènes op de motorkap maakte ze de fout door te acteren zonder haar gezicht in beeld te brengen. Dit was ze als stuntvrouw gewend maar nu moest de scène over.

### Cinematografie
Rodriguez en Tarantino leverden beiden een deel aan de cinematografie van de film. Ondanks het feit dat Rodriguez eerder werkte als cameraman bij zes van zijn films, was dit de eerste keer voor Tarantino dat hij zelf achter de camera zat. Phil Parmett was de cameraman van de trailer van Rob Zombie. Parmett werkte al eerder voor Zombie toen hij de cinematografie leverde voor The Devil's Rejects. Eli Roth koos Milan Chadima als cameraman. De twee werkten al eerder samen aan de film Hostel.

### Speciale effecten
De film bevat onconventionele technieken die werden gebruikt bij echte grindhouse-trailers. De film werd met opzet hier en daar verkeerd gesneden of beschadigd en het beeld is af en toe onscherp om het gevoel van een exploitatiefilm op te wekken. Vooral Planet Terror bevat veel speciale effecten. De meest memorabele is waarschijnlijk het neppe been van Rose McGowans personage Cherry Darling. In Death Proof is een striptease te zien waarbij de scène abrupt afgekapt wordt. Dit is gedaan met het idee dat de grindhouseregisseurs destijds ook wel eens de meest erotische scènes uit de film weglieten en gewoon voor zichzelf hielden.

### Muziek
Robert Rodriguez stelde de muziek samen voor Planet Terror. Hij zocht inspiratie in de muziek van John Carpenter, die dikwijls werd gedraaid op de set. Rose McGowan zong ook verscheidene liedjes. Eerder had ze maar weinig ervaring met zingen voor films. Ook zong ze voor een aflevering van het vijfde seizoen van Charmed. Voor Death Proof was er geen originele filmmuziek. Het album bij de film werd uitgebracht op 3 april 2007.

## Kijkwijzer
Grindhouse kreeg in de Verenigde Staten de keuring R door het sterke grafische en bloederige geweld, gore, doordringende taal, hier en daar seksualiteit, naakte lichamen en het gebruik van drugs. The New York Post meldde dat er werd vereist dat de film heftige scènes zou verwijderen om de NC-17-stempel te ontwijken.
| Land                | Kijkwijzer    |
| ------------------- | ------------- |
| Australië           | MA15+         |
| Canada              | 18A / R / 16+ |
| Finland             | K-18          |
| Nederland en België | 16            |
| Verenigde Staten    | R             |